# Смім Гто
Смім Гто (бірм. သမိန်ထေ; д/н — 27 березня 1553) — останній володар монської держави Гантаваді у 1550—1552 роках.

## Життєпис
Син Бінья Рана II від його молодшої дружини. Ймовірно за часів свого зведеного брата Такаютпі став буддійським ченцем. Після поразки останнього у 1538 році у війні з державою Таунгу приєднався до партизанських загонів, що стали боротися із загарбниками. 1549 року очолив самостійний потужний загін, що допікав ворогові, але зрештою зазнав поразки і відступив до гирла Іраваді. Звідси перебрався до Мартабану, який 1550 року захопив, поваливши таунгуського намісника Со Лагунейна. Але стикнувся з наступом Баїннауна, нового володаря Таунгу. Зрештою залишив Мартабан.
Місцевою знатю Пегу був запрошений на трон Ганатаваді, оскільки ті були невдоволені політикою правителя Смім Согтута. Останнього було повалено, а Смім Гто переміг свого суперника у запеклій битві біля Пегу. Супротивника було схоплено і страчено.
Користуючись складнощами Баїннауна в інших частина його держави, Смім Гто активно зміцнював владу в Гантаваді та озброював війська. У березні 1552 року ворог атакував Пегу. У запеклій битві біля столиці війська Гантаваді було подолано, а сам Гто зазнав поразки у герці з Баїннауном. Гантаваді було приєднано до імперії Таунгу. До березні 1553 року Смім Гто переховувався, але зрештою потрапив у полон, відправлений до Пегу де страчений.